# Зденек Герман
Зденек Герман (чеськ. Zdeněk Herman; 24 березня 1934, Лібушин — 25 лютого 2021, Прага) — чеський фізико-хімік. Відомий роботами з мас-спектрометрії та динаміки хімічних реакцій, зокрема розробив метод спостереження рециркуляційних реакцій у джерелі іонів мас-спектрометра та метод вимірювання характеристик хімічних реакцій в умовах зіткнень пучків частинок, використовував ці підходи для дослідження особливостей реакцій між різноманітними конкретними іонами та молекулами. Брав активну участь у реформуванні чеської науки після Оксамитової революції, обіймав низку адміністративних посад. Відомий у Чехії також як художник і скульптор. Лауреат низки національних і міжнародних нагород за наукові здобутки.

## Біографія
Герман народився у місті Лібушин поблизу Праги, навчався у гімназії міста Кладно. Вступивши у 1952 році у Карлів університет, він вивчав фізичну хімію, відвідував лекції відомих вчених Рудольфа Брдички та нобелівського лауреата Ярослава Гейровського. У 1957 році Герман захистив дипломну роботу з радіохімії, виконану під керівництвом Франтішека Бегоунека, науково-популярними та пригодницькими книгами якого зачитувався у дитинстві. Після закінчення університету молодий вчений вступив на роботу до Інституту фізичної хімії Чехословацької академії наук, з яким була пов'язана вся його подальша кар'єра. Тут під керівництвом Владіміра Чермака (чеськ. Vladimír Čermák) він зайнявся мас-спектрометрією та у 1963 році захистив кандидатську дисертацію, присвячену реакціям у джерелі іонів мас-спектрометра.
У 1964 році Герман отримав можливість попрацювати у США та цілий рік провів у Єльському університеті, де приєднався до групи професора Ріхарда Вольфганга (нім. Richard L. Wolfgang). Згодом він ще кілька разів повертався за океан, зокрема навесні 1968 року почав працювати у Колорадському університеті у Боулдері. Тут його застали події «Празької весни» та подальшого вторгнення військ Варшавського договору до Чехословаччини. Хоча він перебував у США з сім'єю й отримав від кількох університетів пропозицію залишитися, наступного року Герман повернувся до Праги. Маючи статус неблагонадійного, вчений на деякий час втратив можливість виїжджати за кордон, йому було заборонено викладати й одночасно мати більше одного аспіранта, щоб не мати «небажаний вплив» на молодь. Проте, у 1975 році йому дозволили здійснювати один закордонний візит на рік, у 1980 році він попрацював запрошеним професором в Об'єднаному інституті лабораторної астрофізики у США, а у другій половині 1980-х років взяв участь у роботі комітету з атомних та молекулярних даних Міжнародного агентства з атомної енергії та розробки радянської міжпланетної місії «Фобос-1». Згадуючи часи після празької весни, вчений зазначав, що «несприятлива ситуація дивним чином мала свою позитивну сторону. Ми практикували „низькобюджетні дослідження“, тому що у нас не було вибору». У 1984 році він здобув ступінь доктора наук й очолив в інституті відділ хімічної фізики, яким керував до 2005 року.
Після «оксамитової революції» Герман взяв участь у реформуванні чеської науки, обіймав низку адміністративних посад — заступника директора Інституту фізичної хімії (1989—1991), голови колегії, яка надає наукові ступені з хімії, заступника голови першого у країні агентства, яке надавало гранти. У 1992 році він пройшов габілітацію, а у 1996 році став професором Вищої школи хімічної технології. Вчений брав активну участь в організації традиційної Європейської конференції з динаміки молекулярних систем (англ. European Conference on the Dynamics of Molecular Systems), його ім'ям названа премія для молодих вчених, якою нагороджують під час конференції. У 1997—1999 роках він очолював вчену раду інституту, у 1997—2001 роках входив до вченої ради Академії наук Чехії, був членом редакційних колегій журналів «International Journal of Mass Spectrometry and Ion Processes» (1982—1997) Chemical Physics (1983—1995), Chemical Physics Letters (1983—1997), Rapid Communications in Mass Spectrometry (1987—1994), Molecular Physics (1990—1993), Accounts of Chemical Research (1991—1994), Chemical Society Reviews (1996—2002).
З 1960 року вчений був одружений з Боженою Урбанцовою (чеськ. Bozena Urbancová), у них було дві дочки — Яна (нар. 1963) і Єва (нар. 1967).

## Наукова діяльність
Наукові роботи Германа присвячені в основному фізиці та хімії іонів, особливо дослідженню динаміки реакцій іонів з молекулами із застосуванням мас-спектрометрії. На початку 1960-х років разом із Владіміром Чермаком він розробив метод спостереження так званих рециркуляційних реакцій у джерелі іонів мас-спектрометра: при високому тиску у джерелі іонів швидкі електрони потрапляють з іонізаційної камери в іонну пастку; іони, які утворилися у результаті впливу електронів, потрапляють назад в іонізаційну камеру, де беруть участь у реакціях з перенесенням заряду; утворені теплові іони реєструються мас-спектрометром. Цей підхід, названий Германом «установкою перпендикулярних пучків для бідних», мав частину можливостей метода молекулярних пучків, які перетинаються, який пізніше був розроблений нобелівським лауреатом Дадлі Гершбахом. Метод Германа та Чермака був одним із перших способів наблизитися до відповіді на питання, чи виникають продукти хімічних реакцій безпосередньо при взаємодії вихідних речовин або вимагають утворення якогось довготривалого комплексу. З його допомогою у 1961 році вони продемонстрували, що при перенесенні заряду між іонами благородних газів і багатоатомними молекулами останні отримують певну кількість енергії та досліджували особливості руйнування молекул у цьому процесі. Трохи пізніше Герман застосував цю методику до сумішей газів з парами металів і досліджував реакцію отримання ртуть-органометалевих іонів. Вона також дозволила вивчити асоціативну іонізацію й іонізацію Пеннінга багатоатомних молекул.
З середини 1960-х років Герман досліджував реакції іонів з молекулами в умовах зіткнень пучків частинок, для цього він спільно з Ріхардом Вольфгангом створив спеціальну установку EVA (англ. Electron-Volt Apparatus), яка дозволяла вимірювати кутові та трансляційні розподіли енергій продуктів реакцій. У Празі він зібрав покращену версію установки, яка отримала назву EVA II, а також налагодив успішну співпрацю з групою німецького хіміка-теоретика Лутца Цюліке, яка дозволила пояснити низку особливостей реакцій між іонами та молекулами. З початку 1980-х років Герман зі співробітниками досліджував процеси перенесення заряду за участю двічі заряджених іонів і побудував модель кутового розсіювання при зіткненнях дикатіонів з нейтральними молекулами. З кінця 1990-х років його група активно вивчала динаміку взаємодії іонів з поверхнею різних речовин, отримавши нову інформацію про розподіл енергії продуктів взаємодії з поверхнею, процеси руйнування іонів та їхні хімічні реакції на поверхні.

## Захоплення
Герман був також відомий як художник і скульптор. У вільний час займався живописом, творив скульптури. Автор низки портретів вчених і колег. Він створив копію барокової статуї св. Ісідора, його роботи виставлялися в Інституті фізичної хімії імені Я. Гейровського в Академії наук Чехії, у муніципальному управлінні у Павлікові (чеськ. Pavlikov), в Раковнику (Рабасова галерея, чеськ. Rabasova galerie Rakovník) у 2012 році. У Раковнику та Павликові встановлено копії барокової статуї св. Ісідора та св. Войтеха у парку, а також погруддя вчених у кількох інститутах Академії наук Чеської Республіки (Інститут хімічних процесів, Інститут фізичної хімії). Його «аматорські» роботи виконані на професійному рівні. Він щедро ділився своїм мистецтвом з друзями та колегами — його картини, малюнки та скульптури прикрашають багато дослідних лабораторій по всьому світу. Свій талант він використав у науковій роботі, створюючи витончені та компактні прилади.

## Нагороди та відзнаки
Основні нагороди :
- Премії Чехословацької академії наук (1972, 1975, 1977, 1982)
- Спільна премія Академій наук Чехословаччини та НДР за дослідження динаміки реакцій (1980)
- Спеціальна премія Чехословацької академії наук (1987)
- Медаль Маркуса Марці Спектроскопічного товариства Чехії (чеськ. Marcus Marci Medal, 1989)
- Премія Гумбольдта (1992)
- Почесний професор Інсбруцького університету (1993)
- Премія імені Е. Шредінгера Симпозіуму з атомної фізики та фізики поверхні (1994)
- Національна премія за життєві здобутки (чеськ. Česká hlava, 2003)

## Вибіркові публікації
- Čermák V., Herman Z. Umlaudungsreaktionen in der Ionenquelle des Massenspektrometers // Collection of Czechoslovak Chemical Communications. — 1960. — Т. 25, № 4 (25 березня). — С. 1210-1213. — DOI:10.1135/cccc19601210.
- Čermák V., Herman Z. Molecular Dissociation in Charge-Transfer Reactions // Nucleonics. — 1961. — Т. 19 (25 березня). — С. 106-110.
- Herman Z., Čermák V. Mass spectrometric investigation of the reactions of ions and excited neutral particles in mixtures containing mercury vapour // Collection of Czechoslovak Chemical Communications. — 1963. — Т. 28, № 4 (25 березня). — С. 199-807. — DOI:10.1135/cccc19630799.
- Čermák V., Herman Z. The mass spectrometric detection of highly excited long-lived states of noble gas atoms // Collection of Czechoslovak Chemical Communications. — 1964. — Т. 29, № 4 (25 березня). — С. 953-959. — DOI:10.1135/cccc19640953.
- Herman Z., Kerstetter J., Rose T., Wolfgang R. Crossed-beam studies of ion-molecule reaction mechanisms // Discussions of the Faraday Society. — 1967. — Т. 44 (25 березня). — С. 123-136. — DOI:10.1039/DF9674400123.
- Herman Z., Kerstetter J., Rose T., Wolfgang R. A crossed-beam apparatus for investigation of ion-molecule reactions // Review of Scientific Instruments. — 1969. — Т. 40, № 4 (25 березня). — С. 538-544. — DOI:10.1063/1.1684000.
- Hierl P.M., Herman Z., Wolfgang R. Chemical accelerator studies of isotope effects on collision dynamics of ion-molecule reactions: elaboration of a model for direct reactions // Journal of Chemical Physics. — 1970. — Т. 53, № 2 (25 березня). — С. 660-673. — DOI:10.1063/1.1674042.
- Hierl P.M., Pacǎk V., Herman Z. Kinematics of charge transfer: Ar++H2 // Journal of Chemical Physics. — 1977. — Т. 67, № 6 (25 березня). — С. 2678-2686. — DOI:10.1063/1.435181.
- Herman Z., Jonathan P., Brenton A.G., Beynon J.H. Non-dissociative single-electron capture by CO2+ from rare gases // Chemical Physics Letters. — 1987. — Т. 141, № 5 (25 березня). — С. 433-442. — DOI:10.1016/0009-2614(87)85055-8.
- Herman Z. Dynamics of charge transfer and chemical reactions of doubly-charged ions at low collision energies // International Reviews in Physical Chemistry. — 1996. — Т. 15, № 1 (25 березня). — С. 299-324. — DOI:10.1080/01442359609353186.
- Herman Z. Collisions of slow polyatomic ions with surfaces: The scattering method and results // Journal of the American Society for Mass Spectrometry. — 2003. — Т. 14, № 12 (25 березня). — С. 1360-1372. — DOI:10.1016/j.jasms.2003.09.002.